# Halifaška eksplozija
Halifaška eksplozija naziv je pomorske nesreće koja se u jutro 6. prosinca 1917. dogodila u glavnom gradu kanadske pokrajine Nove Škotske, Halifaxu te predstavlja najjaču ljudskim utjecajem uzrokovanu eksploziju prije pada atomske bombe. Zanimljivost je što je dotad najjača zabilježena eksplozija izazvana krajem Prvog svjetskog rata dok je atomska bomba prvi put upotrijebljena krajem Drugog svjetskog rata - tako su se jedne od najrazornijih eksplozija u ljudskoj povijesti dogodile krajem dva najrazornija i najkrvavija oružana sukoba u 20. stoljeću.
Norveški brod SS Imo morao je u halifaškoj luci pričekati zakašnjelu isporuku ugljena. Francuski brod Mont-Blanc prevozio je eksploziv na istoj trasi na kojoj se nalazio norveški brod te je došlo do sudara iako su ga oba broda pokušala izbjeći. Sudar je uzrokovao eksploziju jačine 2,9 kilotona TNT-a tj. 12 000 gigadžula, a oblak prašine pružao se 3600 metara uvis. Paradoks je i u tome što su se brodovi sudarili pri brzini od jednog čvora (oko 2 km/h) te je Mont-Blanc eksplodirao 20 minuta kasnije, oko 9 sati i 5 minuta prijepodne.
Eksplozija je uzrokovala tsunami koji je razorio okolnu obalu raznosivši ostatke Ima i Mont-Blanca kilometrima u daljinu te potpuno uništivši naselje Macmac Indijanaca na istočnoj halifaškoj obali, a valovi su dosezali visinu od 18 metara. Prema izjavama preživjelih, nije bilo kuće u Halifaxu bez razbijenih prozora. Svaka zgrada u krugu 2,6 kilometara (njih oko 12000) bila je ili uništena ili teško oštećena.
Još istoga dana vojna bolnica "Camp Hill" primila je 1400 ranjenika. Vatrogasci su pristizali iz mjesta udaljenih i 260 kilometara kako bi pomogli u gašenju požara i pronalaženju nestalih pod ruševinama grada. Snažni eksplozivni val širio se brzinom od 1000 m/s temperature 5000 °C. Eksplozija se osjetila i u 207 kilometara udaljenom Cape Bretona te na 180 kilometara udaljenom Otoku Princa Edvarda. Područje u krugu 160 hektara od mjesta eksplozije potpuno je bilo uništeno u eksploziji.
U eksploziji i tsunamiju poginulo je 1600 ljudi te 9000 ozljeđeno, od čega je 300 ljudi kasnije podleglo ozljedama i preminulo. Ukupan broj žrtava iznosi 1950 te ju je potvrdila statistička ustanova Nove Škotske 2002. godine. Oko 6000 ljudi ostalo je bez krova nad glavom, a njih još 25000 bilo je smješteno u skloništima. Tada procijenjena šteta od 35 milijuna kanadskih dolara u današnjoj protuvrijednosti iznosi 570 milijuna CAD-a.